# Clara Schumann
Clara Wieck Schumann (født 13. september 1819 i Leipzig, død 20. maj 1896 i Frankfurt a.M.) var en tysk pianist og komponist. Hun var elev af sin fader, Friedrich Wieck, der også var klaverlærer for hendes senere ægtefælle Robert Schumann.
Allerede som 14-årig komponerede hun sin klaverkoncert i a-mol, opus 7, der har mange store kvaliteter. Hun komponerede en række mindre værker, hvor de to scherzi, opus 10 og 14, især skal fremhæves. Med sin sonate i g-mol og variationerne over et tema af Robert Schumann, opus 20, viste hun, at hendes ideal var at kombinere romantikken med klassikkens former.
Måske skyldes det påvirkning fra hende, at Robert Schumann gik væk fra det litterære koncept i f.eks. Carnaval for at vende sig imod den klassisk-romantiske retning med sine symfonier. Og Claras klaverkoncertino i f-mol synes på mange måder at foregribe Johannes Brahms. Clara Schumann var kvinden bag Robert Schumann og Brahms.
Hun hørte sammen med bl.a. Liszt, Chopin og Anton Rubinstein til de bedste pianister i århundredet og reformerede klaverspillet ved at forlange, at man var absolut nodetro. Hun kan således på nogle måder ses som ophavskvinde til den moderne fortolkningspraksis. Liszt, som hun havde et anspændt forhold til, var bange for, at denne nodetroskab kunne virke dræbende på kreativiteten.
På trods af det spændte forhold mellem Clara Schumann og Liszt foreligger der smukke Liszt-transkriptioner af nogle af Clara Schumanns Lieder.
Pga. hendes mange børn, koncertkarrieren og ægtefællens sindssygdom blev det ikke til så mange kompositioner, som man kunne have ønsket sig, men hun har pga. kompositionernes kvalitet fortjent at
blive nævnt på lige fod med de andre tidlige romantikere, Liszt, Chopin, Robert Schumann, Fanny og Felix Mendelssohn og den oversete Anton Rubinstein.